# Дејвид Макензи
Дејвид Макензи (енгл. David Mackenzie; Рочестер, 10. јун 1927 — Гринсборо, 4. децембар 2008), професор Универзитета Северне Каролине, аутор је биографија знаменитих првака српске историје. После биографија Илије Гарашанина и Драгутина Димитријевића Аписа, његова нова књига је посвећена Јовану Ристићу.
Његова каријера била је заснована на руско-српским односима. Много је писао o Русији, још више o Србији. За Србију је почео да се интересује у време студија историје на Колумбија универзитету. Професор Филип Мозли, који је врло много знао o историји Србије и Русије, предложио му је да за дисертацију узме тему Српско-руски односи у време балканске кризе 1878. Код др Гојка Ружичића учио је српски годину дана, и почео да чита лаку прозу Слободана Јовановића. Године 1955. Макензи долази у Европу. Шест месеци је проучавао архиву у Бечу.